# Hydnocarpus sumatrana
Hydnocarpus sumatrana är en tvåhjärtbladig växtart som först beskrevs av Friedrich Anton Wilhelm Miquel, och fick sitt nu gällande namn av Sijfert Hendrik Koorders. Hydnocarpus sumatrana ingår i släktet Hydnocarpus och familjen Achariaceae. Utöver nominatformen finns också underarten H. s. pentagyna.